# Тяньцзинь Тяньхай
«Тяньцзинь Тяньхай» (кит. 天津天海) —бывший китайский профессиональный футбольный клуб из города Тяньцзинь, выступавший в Китайской Суперлиге до того момента когда был объявлен банкротом. Выступал на Олимпийском стадионе Тяньцзиня, вместимостью 54696 зрителя. С 2015 по 2019 годов владельцем клуба являлась медицинская корпорация «Цюаньцзянь Груп» (кит. 权健集团). После этого и до своего банкротства команда находилась в ведении футбольной ассоциации Тяньцзиня.

## История
Клуб основан 6 июня 2006 года компанией Tianjin Binhai Holdings Limited в Хух-Хото и назван «Хух-Хото Биньхай». В 2007 году Tianjin Songjiang Sports Culture Industry Co. Ltd выкупила клуб, переименовала его в «Тяньцзинь Сунцзян» и наняла в качестве тренера легендарного китайского игрока Хао Хайдуна. Однако под его руководством команда заняла всего лишь пятое место в третьем дивизионе. Это разочаровало собственников, и те затеяли реорганизацию клуба. Хао Хайдун перешел на должность директора, а команда переехала в Тяньцзинь. Там дела также не ладились. В 2010 году руководство клуба нанимает тренером бельгийца Патрика де Вильде, и тот сразу же выводит команду в Первую лигу. На следующий сезон «Тяньцзинь Сунцзян» переехал на 60-тысячный Стадион Олимпийского центра. Однако вместо борьбы за выход в Суперлигу команда едва спаслась от вылета обратно в третий дивизион. Несмотря на все усилия, «Тяньцзинь Сунцзян» за пять лет в Первой лиге так и не смог реально побороться за выход в Суперлигу. Шестое место стало самым большим достижением за эти годы. Тренерская чехарда только усиливала хаос в клубе.
Однако, похоже, все неудачи этого клуба в прошлом. Летом 2015 года собственником Тяньцзиня стала медицинская корпорация Quanjian Natural Medicine. До этого она спонсировала другой футбольный клуб города — «Тяньцзинь Тэда». Однако ссора между акционерами из-за влияния на трансферы вынудила Quanjian выйти из управления «Тяньцзинь Тэда» и начать собственный проект. Чтобы оценить масштабы финансовых вливаний в клуб, достаточно сказать, что клуб зимой потратил на трансферы почти 40 млн евро, заняв третье место среди всех китайских клубов по тратам (больше только у «Цзянсу» и «Хэбея»). В первую лигу китайского футбола согласились перейти такие бразильцы как Жадсон, Луис Фабиано, Жеуванио. Не пожалел денег клуб и на своих соотечественников, выложив почти 20 млн евро за Лу Жана и Суня Кэ. На пост главного тренера был приглашён бразильский специалист, ранее тренировавший сборную Бразилии Вандерлей Лушембурго. 5 июня 2016 года из-за неудовлетворительных результатов команды Лушембурго был уволен.
9 июня 2016 года команду возглавил Фабио Каннаваро, а 22 октября, победив «Мэйсянь Хакка» со счётом 3—0 команда одержала победу в первой лиге и вышла в Суперлигу. Перед началом сезона клубное руководство вновь решило сменить клубные цвета со светло-голубого на красный, что отразилось и в эмблеме.
7 января 2019 года в клуб пришёл новый инвестор, в связи с чем было решено сменить название на «Тяньцзинь Тяньхай»
12 мая 2020 года клуб был объявлен банкротом.

## Прежние названия
- 2006—2007 — «Хух-Хото Биньхай» (кит. 呼和浩特滨海)
- 2008—2015 — «Тяньцзинь Сунцзян» (кит. 天津松江)
- 2015—2018 — «Тяньцзинь Цюаньцзянь» (кит. 天津权健)
- 2019—2020 — «Тяньцзинь Тяньхай» (кит. 天津天海)

## Результаты
За всё время выступлений
| Сезон    | 2007 | 2008 | 2009 | 2010 | 2011 | 2012 | 2013 | 2014 | 2015 | 2016 | 2017 | 2018 | 2019 |
| -------- | ---- | ---- | ---- | ---- | ---- | ---- | ---- | ---- | ---- | ---- | ---- | ---- | ---- |
| Дивизион | 3    | 3    | 3    | 3    | 2    | 2    | 2    | 2    | 2    | 2    | 1    | 1    | 1    |
| Место    | 5    | 2    | 3    | 2    | 12   | 6    | 10   | 7    | 9    | 1    | 3    | 9    | 14   |

## Текущий состав
| №  |                                    | Поз. | Имя            | Год рождения |
| -- | ---------------------------------- | ---- | -------------- | ------------ |
| 1  | Флаг Китайской Народной Республики | Вр   | Чжан Лу        | 1987         |
| 2  | Флаг Китайской Народной Республики | ПЗ   | У Вэй          | 1997         |
| 3  | Флаг Китайской Народной Республики | Защ  | Ван Цзе        | 1989         |
| 4  | Флаг Китайской Народной Республики | Защ  | Лю Имин        | 1995         |
| 6  | Флаг Китайской Народной Республики | ПЗ   | Пэй Шуай       | 1993         |
| 7  | Флаг Китайской Народной Республики | ПЗ   | Чжао Сюйжи     | 1985         |
| 8  | Флаг Китайской Народной Республики | ПЗ   | Чжан Сювэй     | 1996         |
| 9  | Флаг Китайской Народной Республики | Нап  | Ян Сюй         | 1988         |
| 10 | Флаг Бразилии                      | Нап  | Алешандре Пато | 1989         |
| 15 | Флаг Китайской Народной Республики | ПЗ   | Лю Юэ          | 1987         |
| 16 | Флаг Китайской Народной Республики | ПЗ   | Чжэн Далунь    | 1994         |
| 17 | Флаг Китайской Народной Республики | ПЗ   | Су Юаньцзе     | 1995         |
| 18 | Флаг Китайской Народной Республики | Защ  | Чжан Чэн       | 1989         |

| №  |                                    | Поз. | Имя                     | Год рождения |
| -- | ---------------------------------- | ---- | ----------------------- | ------------ |
| 19 | Флаг Китайской Народной Республики | ПЗ   | Ван Сяолун              | 1986         |
| 21 | Флаг Республики Корея              | Защ  | Квон Кёнг Вон           | 1992         |
| 22 | Флаг Китайской Народной Республики | Вр   | Ян Цзюнь                | 1981         |
| 25 | Флаг Китайской Народной Республики | Защ  | Ми Хаолунь              | 1993         |
| 26 | Флаг Китайской Народной Республики | ПЗ   | Лю И                    | 1997         |
| 30 | Флаг Китайской Народной Республики | ПЗ   | Сун Босюань             | 1989         |
| 31 | Флаг Китайской Народной Республики | Защ  | Вэнь Цзюньцзе           | 1997         |
| 32 | Флаг Китайской Народной Республики | Вр   | Сунь Цибинь             | 1991         |
| 33 | Флаг Китайской Народной Республики | Защ  | Чу Цзиньчжао            | 1993         |
| 37 | Флаг Китайской Народной Республики | Защ  | У Лэй (футболист, 1997) | 1997         |
| 38 | Флаг Китайской Народной Республики | ПЗ   | Сунь Кэ                 | 1989         |
| 39 | Флаг Китайской Народной Республики | ПЗ   | Ван Юнпо                | 1987         |
| 56 | Флаг Китайской Народной Республики | Защ  | Цюань Юймао             | 1998         |

## Тренерский штаб
| Позиция в клубе           | Персонал         |
| ------------------------- | ---------------- |
| Главный тренер            | Пак Чун Гьюн     |
| Помощник главного тренера | Ма Цюань Гао Шен |
| Тренер вратарей           | Сю Тао           |